# Eduardo Martínez Vázquez
Eduardo Martínez Vázquez (Fresnedilla, 9 de mayo de 1886-Madrid, 10 de diciembre de 1971) fue un pintor español especializado en paisajes.

## Biografía y obra
Pasó su infancia en las localidades de Mirandilla (Badajoz) y Paracuellos de Jarama (Madrid). Su padre aconsejado por sus maestros, decidió que realizara estudios artísticos en Madrid.
A los quince años ingresó en la Escuela de Bellas Artes de San Fernando de Madrid, donde fue discípulo de Muñoz Degrain y compañero de estudios de Solana, Zuloaga, Vázquez Díaz, Fernando Álvarez de Sotomayor y Eugenio Hermoso.
En 1915 obtuvo la segunda medalla en la Exposición Nacional de Bellas Artes con un cuadro  titulado La plaza del Feudo y en 1924 la primera con su obra Las nieves del Cirbunal.
A lo largo de su vida realizó gran número de exposiciones, tanto en España, como en el resto de  Europa (Londres, París, Berlín Venecia, Bruselas) y América (Filadelfia, Pittsburg, Panamá, Buenos Aires, Rosario, Santiago de Chile, Montevideo)
A partir de 1915 comenzó su actividad docente como profesor auxiliar de paisaje en la Escuela de Artes de San Fernando de Madrid, en 1939 fue nombrado catedrático interino de aire libre y en 1942 obtuvo por oposición la cátedra de paisaje.
Se mantuvo activo hasta 1955 en que hubo de renunciar a la pintura como consecuencia de un accidente cerebrovascular que le ocasionó una hemiplejia. 
Fue miembro de la Academia de Bellas Artes de Santa Isabel de Hungría de Sevilla, Bellas Artes de Segovia y San Fernando de Madrid.
La mayor parte de su obra que está expuesta en diversos museos como el Museo de Bellas Artes de Sevilla, consistió en la representación de paisajes y tipos populares, sobre todo de la Sierra de Gredos, pero también de Andalucía, Galicia, País Vasco y Marruecos.  Se le conoció como "El pintor de Gredos" por la repetida y entusiasta plasmación en sus cuadros de las cumbres, majadas y valles de esta sierra. 
Su hijo Rafael Martínez Díaz (1915-1991) fue también un pintor reconocido.